# Chazaliella parviflora
Chazaliella parviflora är en måreväxtart som först beskrevs av Ronald D'Oyley Good, och fick sitt nu gällande namn av Bernard Verdcourt. Chazaliella parviflora ingår i släktet Chazaliella och familjen måreväxter.
Artens utbredningsområde är Cabinda. Inga underarter finns listade i Catalogue of Life.